# Brazilserolis foresti
Brazilserolis foresti is een pissebed uit de familie Serolidae. De wetenschappelijke naam van de soort is voor het eerst geldig gepubliceerd in 1970 door Bastida & Torti.